# Dyrektywa (wojsko)
Dyrektywa
1. informacja wojskowa określająca zasady działania lub nakazująca wykonanie określonego działania.
2. plan opracowany w celu realizacji po zarządzeniu lub w określonej sytuacji.
3. w szerszym pojęciu, dowolne polecenie, które zapoczątkowuje lub zarządza działanie, typ zachowania lub procedurę.

dyrektywa planistyczna (ang. planning directive) - dokument wydany przez dowódcę zespołu sił lądowania po otrzymaniu dyrektywy inicjującej, którego celem jest zapewnienie koordynacji, terminowości i jakości procesu planistycznego oraz sporządzenie wzajemnie od siebie zależnych planów wypracowywanych przez poszczególne dowództwa wydzielające siły do zespołu.